# Baird Searles
Baird Searles (Indianápolis, 30 de abril de 1934-Montreal, 22 de marzo de 1993) escritor y crítico literario de fantasía y ciencia ficción, reconocido por sus columnas y reseñas para las revistas Asimov's Science Fiction, Amazing Stories y The Magazine of Fantasy & Science Fiction.

## Biografía
Bautizado William Baird Searles, publicó ocasionalmente en The New York Times, Publishers Weekly y The Village Voice. Escribió varias obras de referencia sobre ciencia ficción. Cofundo y dirigió la librería de ciencia ficción y fantasía Science Fiction Shop en Greenwich Village, Nueva York.
Locutor, productor y presentador de radio. Su programa semanal de radio, Of Unicorns and Universes, fue el único programa radial de crítica literaria de ciencia ficción y fantasía de su época. Produjo y narró una lectura dramática serializada de la novela Últimos y primeros hombres de Olaf Stapledon. Produjo una lectura dramatizada de la Trilogía de Gormenghast de Mervyn Peake en 1984. Nuevamente adaptó esta historia bajo el título The History of Titus Groan en seis episodios de una hora para el programa de radio Classic Serial de la estación BBC Radio 4, emitidos a partir del 10 de julio de 2011. Realizó la narración del Concilio de Elrond de El Señor de los Anillos de J. R. R. Tolkien para la emisora WBAI. Esta emisora, todavía transmite esta lectura todos los años a finales de diciembre en el programa de radio La Hora del Lobo de Jim Freund.

## Obra
- The Science Fiction Quizbook, coescrito con Martin Last (1976).
- Una guía del lector de ciencia ficción, coescrita con Martin Last, Beth Meacham y Michael Franklin (1979).
- A Reader's Guide to Fantasy [Una guía de fantasía para el lector], coescrita con Beth Meacham y Michael Franklin (1982). Esta obra fue postulada al Premio Hugo de 1983 en la categoría Mejor libro de no ficción.
- Películas de ciencia ficción y fantasía (1988).